# Ovidiu Stîngă
Ovidiu Stinga (Craiova, Romania, 5 de desembre de 1972) és un futbolista romanès, ja retirat.

## Carrera
Stinga es va iniciar a l'equip de la seua ciutat natal, l'Universitatea Craiova, tot debutant amb el primer equip el 1990. Tret d'un breu pas pel Jiul Craiova, un equip inferior de la localitat, Stinga va militar a l'Universitatea fins al 1995, sent titular en els seus tres darrers anys i amb una mitjana de gols destacable per a un migcampista.
L'estiu de 1995 fitxa per la UD Salamanca, de la lliga espanyola. Tot i que l'equip castellà queda el darrer de la taula i baixa a Segona, Stinga és dels més destacats, amb 40 partits i 11 gols, que li obren les portes d'un dels grans d'Europa, el PSV.
A l'equip d'Eindhoven roman cinc anys, fins al 2001, però no va tenir la continuïtat que havia gaudit a Romania i Castella. Només destaca la temporada 97/98, on juga 28 partits de l'Eredivisie, i marca fins a 8 gols.
Torna al seu país quan fitxa pel Dinamo Bucarest, on passa un any abans de tornar pel seu primer club, l'Universitatea, on passarà la resta de la seua carrera, fins a la seua retirada el 2007, tret de la temporada 04/05 en la qual milita al Helmond Sport neerlandès. Al final de la seua trajectòria exercia en qualitat de jugador-entrenador.

## Selecció
Stinga va ser 24 vegades internacional amb la selecció de futbol de Romania, tot i que no va marcar cap gol. Va formar part del combinat romanès que va acudir als Mundials dels Estats Units 1994 i França 1998, així com l'Eurocopa d'Anglaterra 1996.